# Risk (album)
Pour les articles homonymes, voir Risk (homonymie).
Albums de Megadeth
Cryptic Writings
(1997) The World Needs a Hero
(2001)
Singles
1. Crush'Em
Sortie : 10 juillet 1999
2. Insomnia
Sortie : 25 septembre 1999
3. Breadline
Sortie : 4 décembre 1999

Risk est le 8e album studio du groupe de Thrash metal américain Megadeth. Il est sorti le 31 août 1999 sur le label Capitol Records et a été produit par Dann Huff et Dave Mustaine.

## L'album
Cet album fut enregistré entre le 4 janvier et le 22 avril 1999 à Nashville dans les studios Tracking Room.
Le nom et la pochette de l'album résument à eux seuls l'esprit de cet album, dans lequel le groupe a voulu prendre des risques en expérimentant un style musical différent, quitte à décevoir certains fans. C'est à la suite d'une phrase lancée par Lars Ulrich (batteur de Metallica) dans une interview, suggérant à Dave Mustaine de prendre plus de risques dans sa musique qu'est venue l'idée de créer un album s'éloignant volontairement des racines thrash du groupe; on retrouve donc Megadeth dans un registre plus mélodique que précédemment, mélangeant des influences que l'on ne retrouve sur aucun autre album du groupe. Il s'agit du dernier album sur lequel joue le guitariste Marty Friedman, mais aussi le premier avec Jimmy DeGrasso en tant que batteur.
Bien qu'il fût sacré disque d'or, cet album fut considéré comme un échec commercial et artistique, car très critiqué par les fans du groupe.
Le morceau Crush' em parait sur la bande originale du film Universal Soldier: The Return (avec Jean-Claude Van Damme). Le clip de ce morceau a d'ailleurs été tourné avec les acteurs du long métrage.
La version japonaise de l'album contient un morceau supplémentaire, une reprise de Grabbag, le thème du jeu vidéo Duke Nukem. Ce titre fut initialement annoncé pour être présent dans le jeu Duke Nukem Forever, mais le projet -pourtant très attendu par les fans des précédents épisodes- ne fut jamais mené à son terme. La reprise du groupe apparait néanmoins sur Music to score by, la bande originale de la série.
L'album sort remasterisé en 2004, avec 3 pistes supplémentaires et une pochette différente.
Il se classa à la 16e place du Billboard 200 aux États-Unis et à la 29e place des charts britanniques. En France, il se classa à la 37e des meilleures ventes de disques.

## Liste des titres
| No  | Titre                 | Paroles                  | Musique                  | Durée |
| --- | --------------------- | ------------------------ | ------------------------ | ----- |
| 1.  | Insomnia              | Dave Mustaine            | Dave Mustaine            | 4:34  |
| 2.  | Prince of Darkness    | Mustaine                 | Mustaine, Marty Friedman | 6:26  |
| 3.  | Enter the Arena       | Mustaine, Bud Prager     | Mustaine                 | 0:52  |
| 4.  | Crush 'Em             | Mustaine, Prager         | Mustaine, Friedman       | 5:00  |
| 5.  | Breadline             | Mustaine, Prager         | Mustaine, Friedman       | 4:23  |
| 6.  | The Doctor Is Calling | Mustaine, Prager         | Mustaine, Friedman       | 5:44  |
| 7.  | I'll Be There         | Mustaine, Prager         | Mustaine, Friedman       | 4:19  |
| 8.  | Wanderlust            | Mustaine                 | Mustaine, Friedman       | 5:21  |
| 9.  | Ecstasy               | Mustaine                 | Mustaine, Friedman       | 7:28  |
| 10. | Seven                 | Mustaine, David Ellefson | Mustaine                 | 5:00  |
| 11. | Time: The Beginning   | Mustaine                 | Mustaine, Friedman       | 3:04  |
| 12. | Time: The End         | Mustaine                 | Mustaine                 | 2:26  |

| 13. | Duke Nukem Theme | Instrumental | Lee Jackson | 3:54 |

| 13. | Insomnia (Jeff Balding mix)      | Mustaine         | Mustaine           | 3:34 |
| 14. | Breadline (Jack Joseph Puig mix) | Mustaine, Prager | Mustaine, Friedman | 4:23 |
| 15. | Crush 'Em (Jock mix)             | Mustaine, Prager | Mustaine, Friedman | 4:57 |

## Composition du groupe
- Dave Mustaine — chant, guitare
- David Ellefson — basse, chœurs
- Marty Friedman — guitare
- Jimmy DeGrasso — batterie

## Charts
Charts album
| Pays             | Chart                      | durée du classement | Meilleure position | Réf    |
| ---------------- | -------------------------- | ------------------- | ------------------ | ------ |
| Allemagne        | offizielle deutsche charts | 3 semaines          | 38e                | [ 7 ]  |
| Autriche         | Ö3 Austria Top 40          | 4 semaines          | 34e                | [ 8 ]  |
| Canada           | Canadian Albums Chart      | 3 semaines          | 14e                | [ 9 ]  |
| États-Unis       | Billboard 200              | 8 semaines          | 16e                | [ 10 ] |
| Finlande         | Suomen virallinen lista    | 5 semaines          | 8e                 | [ 11 ] |
| France           | SNEP                       | 2 semaines          | 37e                | [ 12 ] |
| Norvège          | VG-lista                   | 1 semaine           | 31e                | [ 13 ] |
| Nouvelle-Zélande | RIANZ                      | 3 semaines          | 27e                | [ 14 ] |
| Pays-Bas         | Dutch Top 40               | 4 semaines          | 39e                | [ 15 ] |
| Royaume-Uni      | UK Albums Chart            | 2 semaines          | 29e                | [ 16 ] |
| Suède            | Sverigetopplistan          | 3 semaines          | 17e                | [ 17 ] |

Charts singles
| Date       | Chart                  | durée du classement | Titre       | Classement |
| ---------- | ---------------------- | ------------------- | ----------- | ---------- |
| 14/08/1999 | Mainstream Rock Tracks | Crush' Em           | 12 semaines | 6e         |
| 09/10/1999 | Mainstream Rock Tracks | Insomnia            | 8 semaines  | 26e        |
| 22/01/2000 | Mainstream Rock Tracks | Breadline           | 17 semaines | 6e         |